# Limnephilus italicus
Limnephilus italicus là một loài Trichoptera trong họ Limnephilidae. Chúng phân bố ở miền Cổ bắc.